# Copa Libertadores 1967
W ósmej edycji Copa Libertadores udział wzięło 19 klubów reprezentujących wszystkie kraje zrzeszone w CONMEBOL. Zwycięzcą został argentyński klub Racing Club de Avellaneda, który pokonał w finale urugwajski klub Club Nacional de Football.
W pierwszym etapie uczestnicy podzieleni zostali na 3 grupy - pierwsza grupa liczyła 5 klubów, druga - 6 klubów, a trzecia - 7 klubów.
Liczne grupy w pierwszym etapie oraz grupowa faza półfinałowa sprawiły, że kluby rozegrały w turnieju dużo meczów, przy czym najwięcej (19 meczów) rozegrali triumfator i finalista turnieju.
Pierwszy raz w dziejach każdy kraj mógł wystawić dwa kluby - jedynie Brazylia nie skorzystała z przywileju, gdyż reprezentował ją tylko 1 klub. Na uwagę zasługuje również bardzo udany występ peruwiańskiego klubu Universitario de Deportes.

## 1/4 finału

### Grupa 1Brazylia,Peru,Wenezuela
| 11.02 Italia Caracas - Galicia Caracas 1:0 - Elmo                                                                              |
| 19.02 Galicia Caracas - Cruzeiro EC 0:1 - Evaldo                                                                               |
| 22.02 Italia Caracas - Cruzeiro EC 0:3 - Tostão (2), Evaldo                                                                    |
| 04.03 Universitario de Deportes - Sport Boys Callao 1:0 - Héctor Chumpitaz                                                     |
| 11.03 Galicia Caracas - Sport Boys Callao 2:1 (mecz w Limie) - Rafael Santana, Paulo Fernández – Juan José Muñante             |
| 11.03 Italia Caracas - Universitario de Deportes 0:3 - Ángel Uribe (2), Enrique Casaretto                                      |
| 15.03 Italia Caracas - Sport Boys Callao 2:5 - Dirceu, Damaso Cazorla s - Calos Solís (2), Oswaldo Ramírez (2), Manuel Mayorga |
| 15.03 Galicia Caracas - Universitario de Deportes 2:0 (mecz w Limie) - 1:0 Celso de Oliveira 26, 2:0 Celso de Oliveira 34      |
| 18.03 Cruzeiro EC - Galicia Caracas 3:1 - Tostão (2), Ze Carlos - Rafa                                                         |
| 20.03 Cruzeiro EC - Italia Caracas 4:0 - Natal (2), Piazza, Evaldo                                                             |
| 25.03 Universitario de Deportes - Galicia Caracas 2:0 - Roberto Chale, Héctor Chumpitaz                                        |
| 25.03 Sport Boys Callao - Italia Caracas 0:0                                                                                   |
| 28.03 Universitario de Deportes - Italia Caracas 1:0 - Víctor Calatayud                                                        |
| 28.03 Sport Boys Callao - Galicia Caracas 2:0 - Calos Solís, Oswaldo Ramírez                                                   |
| 19.04 Galicia Caracas - Italia Caracas 0:0                                                                                     |
| 28.04 Cruzeiro EC - Universitario de Deportes 4:1 - Natal (2), Dirceu Lopes, Piazza – Roberto Chale                            |
| 01.05 Sport Boys Callao - Cruzeiro EC 1:2 - Juan José Muñante - Neco, Evaldo                                                   |
| 03.05 Universitario de Deportes - Cruzeiro EC 2:2 - Víctor Lobatón, Héctor Chumpitaz - Hilton, Evaldo                          |
| 10.05 Cruzeiro EC - Sport Boys Callao 3:1 - Dirceu Lopes (2), Piazza – Oswaldo Ramírez                                         |
| 16.05 Sport Boys Callao - Universitario de Deportes 0:1 - Ángel Uribe                                                          |

| Klub                      | Mecze | Zw | Rem | Por | Pkt | BrZd | BrStr |
| ------------------------- | ----- | -- | --- | --- | --- | ---- | ----- |
| Cruzeiro EC               | 8     | 7  | 1   | 0   | 15  | 22   | 6     |
| Universitario de Deportes | 8     | 5  | 1   | 2   | 11  | 11   | 8     |
| Sport Boys Callao         | 8     | 2  | 1   | 5   | 5   | 10   | 11    |
| Galicia Caracas           | 8     | 2  | 1   | 5   | 5   | 5    | 10    |
| Italia Caracas            | 8     | 1  | 2   | 5   | 4   | 3    | 16    |

### Grupa 2Argentyna,Boliwia,Kolumbia
| 19.02 Independiente Santa Fe Bogota - Independiente Medellín 2:0 - Alfonso Cañón, Gelson                                                                                     |
| 08.03 Racing Club de Avellaneda - River Plate 2:0 - Norberto Raffo, Humberto Maschio                                                                                         |
| 12.03 Club Bolívar - 31 de Octubre La Paz 1:0 - Mario Rojas |
| 15.03 31 de Octubre La Paz - Racing Club de Avellaneda 3:0 - Jaime Alberto Ballavián, Jorge Quinteros, Hugo Yépez                                                            |
| 19.03 Club Bolívar - River Plate 3:3 - Raúl Alvarez, Oswaldo Franco, Ramiro Blacutt – Daniel Onega, Oscar Más, Juan Carlos Lallana                                           |
| 22.03 31 de Octubre La Paz - River Plate 0:4 - Oscar Más (2), Daniel Onega, Luis Cubilla                                                                                     |
| 26.03 Independiente Medellín - Racing Club de Avellaneda 0:2 - Humberto Maschio, Norberto Raffo                                                                              |
| 29.03 Independiente Santa Fe Bogota - Racing Club de Avellaneda 1:2 - Delio Gamboa – Humberto Maschio (2)                                                                    |
| 02.04 Independiente Santa Fe Bogota - River Plate 2:2 - Efraín Castillo, Hernando Piñeros – Juan Carlos Lallana, Jorge Raúl Solari                                           |
| 05.04 Club Bolívar - Racing Club de Avellaneda 0:2 - João Cardoso, Norberto Raffo                                                                                            |
| 05.04 Independiente Medellín - River Plate 0:1 - Oscar Más |
| 18.04 River Plate - Independiente Santa Fe Bogota 4:0 - Abel Vieytez, Daniel Onega, Juan Carlos Lallana, Roberto Matosas                                                     |
| 18.04 Racing Club de Avellaneda - Independiente Medellín 5:2 - Jaime Martinolli (2), Rubén O. Díaz, Alfio Basile, Juan José Rodríguez – Omar Lorenzo Devanni, Harvey Colonia |
| 20.04 River Plate - Independiente Medellín 6:2 - Daniel Onega (3), Oscar Más (3) - Harvey Colonia (2)                                                                        |
| 20.04 Racing Club de Avellaneda - Independiente Santa Fe Bogota 4:1 - Norberto Raffo (2), Juan Carlos Cárdenas, João Cardoso – Delio Gamboa                                  |
| 23.04 Club Bolívar - Independiente Medellín 1:1 - Raúl Alvarez – Omar Lorenzo Devanni                                                                                        |
| 24.04 31 de Octubre La Paz - Independiente Santa Fe Bogota 6:2 - Jorge Quinteros (2), Hugo Yépez, Jaime Alberto Ballavián, Rada (2) - Efraín Padilla, Alfonso Cañón          |
| 26.04 31 de Octubre La Paz - Independiente Medellín 1:2 - Jorge Quinteros – Harvey Colonia, Uriel Cadavid                                                                    |
| 28.04 Club Bolívar - Independiente Santa Fe Bogota 2:2 - Raúl Alvarez, Abdúl Aramayo - Wilis s, Efraín Padilla                                                               |
| 02.05 River Plate - Club Bolívar 2:0 - Cruz, Juan Carlos Sarnari |
| 02.05 Racing Club de Avellaneda - 31 de Octubre La Paz 6:0 - Fernando David Parenti (3), Roberto Perfumo, Juan Carlos Cárdenas (2)                                           |
| 04.05 Racing Club de Avellaneda - Club Bolívar 6:0 - Juan Carlos Cárdenas (3), Néstor Rambert, Juan José Rodríguez, Fernando David Parenti                                   |
| 04.05 River Plate - 31 de Octubre La Paz 7:0 - Juan Carlos Lallana (3), Juan Carlos Sarnari (3), Delem                                                                       |
| 07.05 Independiente Santa Fe Bogota - 31 de Octubre La Paz 2:0 - Hernando Piñeros, Efraín Padilla                                                                            |
| 07.05 Independiente Medellín - Club Bolívar 2:0 - Uriel Cadavid, Harvey Colonia                                                                                              |
| 10.05 Independiente Santa Fe Bogota - Club Bolívar 1:2 - Alfonso Cañón – Ramiro Blacutt, Abdúl Aramayo                                                                       |
| 10.05 Independiente Medellín - 31 de Octubre La Paz 3:0 - Tapia (2), John Jaramillo                                                                                          |
| 11.05 River Plate - Racing Club de Avellaneda 0:0 |
| 14.05 31 de Octubre La Paz - Club Bolívar 2:2 - Jaime Salas, Hugo Yépez – Ramiro Blacutt, René Domingo Taritolay                                                             |
| 14.05 Independiente Medellín - Independiente Santa Fe Bogota 0:4 - Efraín Padilla (2), Hernando Piñeros, Ignacio Pérez                                                       |

| Klub                          | Mecze | Zw | Rem | Por | Pkt | BrZd | BrStr |
| ----------------------------- | ----- | -- | --- | --- | --- | ---- | ----- |
| Racing Club de Avellaneda     | 10    | 8  | 1   | 1   | 17  | 29   | 7     |
| River Plate                   | 10    | 6  | 3   | 1   | 15  | 29   | 9     |
| Independiente Santa Fe Bogota | 10    | 3  | 2   | 5   | 8   | 17   | 22    |
| Club Bolívar                  | 10    | 2  | 4   | 4   | 8   | 11   | 21    |
| Independiente Medellín        | 10    | 3  | 1   | 6   | 7   | 12   | 22    |
| 31 de Octubre La Paz          | 10    | 2  | 1   | 7   | 5   | 12   | 29    |

### Grupa 3Chile,Ekwador,Paragwaj,Urugwaj
| 12.02 Emelec Guayaquil - Barcelona SC 3:0 - Héctor Gauna, Carlos Pineda Alvarado, Delgado Mena                                                             |
| 22.02 Emelec Guayaquil - Club Nacional de Football 1:4 - Héctor Gauna – Julio Morales, Célio, Héctor Rubén Sosa, José Urruzmendi                           |
| 26.02 Barcelona SC - Club Nacional de Football 2:1 - Berrueta, Etcheverría - Célio                                                                         |
| 26.02 Cerro Porteño - Club Guaraní 1:0 - Pérez |
| 04.03 CD Universidad Católica - CSD Colo-Colo 5:2 - Alberto Fouillioux (2), Rómulo Betta, Julio Gallardo, Ignacio Prieto – Francisco Valdés (2)            |
| 05.03 Emelec Guayaquil - Cerro Porteño 2:1 - Jorge Bolaños (2) - Pedro Nelson Fleitas                                                                      |
| 05.03 Barcelona SC - Club Guaraní 2:1 - Miguel Bustamante, Berrueta - V. Juárez                                                                            |
| 09.03 Emelec Guayaquil - Club Guaraní 0:2 - V. Juárez, Ricardo Tabarelli                                                                                   |
| 09.03 Barcelona SC - Cerro Porteño 1:2 - Walter Cárdenas - Medina, Pedro Nelson Fleitas                                                                    |
| 14.03 Club Nacional de Football - Emelec Guayaquil 3:0 - Célio, Héctor Rubén Sosa, Carlos Maridueña s                                                      |
| 14.03 CSD Colo-Colo - Cerro Porteño 5:1 - Aravena, Francisco Valdés, Elson Beiruth, Mario Moreno, Astudillo - Aldo Valentini s                             |
| 14.03 CD Universidad Católica - Club Guaraní 1:1 - Alberto Fouillioux – Gerardo González                                                                   |
| 17.03 Club Nacional de Football - Barcelona SC 2:0 - José Urruzmendi (2)                                                                                   |
| 18.03 CSD Colo-Colo - Club Guaraní 1:0 - Aravena |
| 18.03 CD Universidad Católica - Cerro Porteño 3:1 - Néstor Isella, Juan Herrera, Ignacio Prieto – Juan Francisco Riveros                                   |
| 22.03 CD Universidad Católica - Emelec Guayaquil 1:2 - Rómulo Betta – Delgado Mena (2)                                                                     |
| 22.03 CSD Colo-Colo - Barcelona SC 3:2 - Victor Zelada, Francisco Valdés, Elson Beiruth – Félix Lasso (2)                                                  |
| 25.03 CSD Colo-Colo - Emelec Guayaquil 3:2 - Francisco Valdés, Elson Beiruth, Victor Zelada – Oscar Clariá s, Héctor Gauna                                 |
| 25.03 CD Universidad Católica - Barcelona SC 3:1 - Ignacio Prieto (2), Vicente Lecaro s - Mario Zambrano                                                   |
| 02.04 Club Guaraní - Barcelona SC 4:1 - V. Juárez (2), Gerardo González, C. Martínez - Félix Lasso                                                         |
| 03.04 Cerro Porteño - Emelec Guayaquil 1:1 - Juan Francisco Riveros – Héctor Gauna                                                                         |
| 05.04 CSD Colo-Colo - Club Nacional de Football 3:2 - Elson Beiruth, Victor Zelada, Astudillo - Célio, Julio Montero Castillo                              |
| 05.04 Club Guaraní - Emelec Guayaquil 3:0 - Valdés, Alcides Sosa, C. Martínez                                                                              |
| 05.04 Cerro Porteño - Barcelona SC 1:2 - Celino Mora – Jorge Espín, Muñóz                                                                                  |
| 09.04 Club Nacional de Football - CSD Colo-Colo 5:2 - José Urruzmendi, Víctor Espárrago, Juan Mújica, Julio Montero Castillo, Curia - Elson Beiruth, Bravo |
| 12.04 Club Nacional de Football - CD Universidad Católica 0:0                                                                                              |
| 16.04 Cerro Porteño - CSD Colo-Colo 0:1 - Astudillo |
| 16.04 Club Guaraní - CD Universidad Católica 1:1 - Arsenio Valdez – Ignacio Prieto                                                                         |
| 19.04 Club Guaraní - CSD Colo-Colo 4:2 - Fabián Muñoz (2), Luis Ivaldi, Arsenio Valdez – Victor Zelada, Elson Beiruth                                      |
| 19.04 Cerro Porteño - CD Universidad Católica 1:0 - Lezcano                                                                                                |
| 23.04 Club Nacional de Football - Club Guaraní 3:1 - Héctor Rubén Sosa, Emilio Álvarez, Juan Mújica – Arsenio Valdez                                       |
| 23.04 Barcelona SC - CSD Colo-Colo 1:1 - Raymondi - Astudillo                                                                                              |
| 23.04 Emelec Guayaquil - CD Universidad Católica 0:1 - Alberto Fouillioux                                                                                  |
| 26.04 Barcelona SC - CD Universidad Católica 0:2 - Julio Gallardo, Juan Barrales                                                                           |
| 26.04 Emelec Guayaquil - CSD Colo-Colo 4:3 - Héctor Gauna (3), Mina - Francisco Valdés, Victor Zelada, Jorge Bolaños s                                     |
| 27.04 Cerro Porteño - Club Nacional de Football 2:6 (mecz w Montevideo) - Celino Mora (2) - Célio (3), José Urruzmendi, Víctor Espárrago, Juan Mújica      |
| 30.04 Club Guaraní - Club Nacional de Football 0:1 (mecz w Montevideo) - Héctor Rubén Sosa                                                                 |
| 07.05 Club Nacional de Football - Cerro Porteño 4:1 - Célio, Julio Morales, José Urruzmendi, Ramón Colmán s - Juan Carlos Rojas                            |
| 08.05 Barcelona SC - Emelec Guayaquil 2:1 - Félix Lasso, Walter Cárdenas – Bolívar Merizalde                                                               |
| 10.05 CD Universidad Católica - Club Nacional de Football 0:3 - Julio Morales, Héctor Rubén Sosa, Julio Montero Castillo                                   |
| 15.05 Club Guaraní - Cerro Porteño 1:2 - V. Juárez - Juan Francisco Riveros, Francisco Miranda                                                             |
| 17.05 CSD Colo-Colo - CD Universidad Católica 4:2 - Francisco Valdés (2), Jorge Toro, Victor Zelada – Armando Tobar, Aravena s                             |

| Klub                      | Mecze | Zw | Rem | Por | Pkt | BrZd | BrStr |
| ------------------------- | ----- | -- | --- | --- | --- | ---- | ----- |
| Club Nacional de Football | 12    | 9  | 1   | 2   | 19  | 34   | 12    |
| CSD Colo-Colo             | 12    | 7  | 1   | 4   | 15  | 30   | 28    |
| CD Universidad Católica   | 12    | 5  | 3   | 4   | 13  | 19   | 16    |
| Club Guaraní              | 12    | 4  | 2   | 6   | 10  | 18   | 15    |
| Emelec Guayaquil          | 12    | 4  | 1   | 7   | 9   | 16   | 24    |
| Barcelona SC              | 12    | 4  | 1   | 7   | 9   | 14   | 24    |
| Cerro Porteño             | 12    | 4  | 1   | 7   | 9   | 14   | 26    |

### Obrońca tytułu
| CA Peñarol jako obrońca tytułu awansowało do 1/2 finału bez gry. |

## 1/2 finału

### Grupa 1
| 31.05 Universitario de Deportes - CSD Colo-Colo 3:0 - Enrique Casaretto (2), Luis Cruzado                            |
| 01.06 River Plate - Racing Club de Avellaneda 0:0                                                                    |
| 07.06 CSD Colo-Colo - River Plate 1:0 - Francisco Valdés                                                             |
| 07.06 Universitario de Deportes - Racing Club de Avellaneda 1:2 - Enrique Casaretto – Norberto Raffo (2)             |
| 13.06 River Plate - Universitario de Deportes 0:1 - Enrique Rodríguez                                                |
| 15.06 Racing Club de Avellaneda - Universitario de Deportes 1:2 - Humberto Maschio – Roberto Chale, Víctor Calatayud |
| 22.06 CSD Colo-Colo - Racing Club de Avellaneda 0:2 - Norberto Raffo (2)                                             |
| 28.06 Racing Club de Avellaneda - CSD Colo-Colo 3:1 - Juan José Rodríguez (3) - Elson Beiruth                        |
| 29.06 Universitario de Deportes - River Plate 2:2 - Enrique Casaretto, Ángel Uribe – Daniel Onega, Luis Cubilla      |
| 05.07 River Plate - CSD Colo-Colo 1:1 - Daniel Onega – Francisco Valdés                                              |
| 12.07 CSD Colo-Colo - Universitario de Deportes 0:1 - Víctor Lobatón                                                 |
| 12.07 Racing Club de Avellaneda - River Plate 3:1 - Norberto Raffo (2), Juan José Rodríguez - Cruz                   |

- Wobec równej liczy punktów rozegrano mecz o pierwsze miejsce

| 18.07 Racing Club de Avellaneda - Universitario de Deportes 2:1 - Norberto Raffo (2) - Víctor Lobatón mecz rozegrany został w Santiago na Estadio Nacional |

| Klub                      | Mecze | Zw | Rem | Por | Pkt | BrZd | BrStr |
| ------------------------- | ----- | -- | --- | --- | --- | ---- | ----- |
| Racing Club de Avellaneda | 6     | 4  | 1   | 1   | 9   | 11   | 5     |
| Universitario de Deportes | 6     | 4  | 1   | 1   | 9   | 10   | 5     |
| River Plate               | 6     | 0  | 3   | 3   | 3   | 4    | 8     |
| CSD Colo-Colo             | 6     | 1  | 1   | 4   | 3   | 3    | 10    |

### Grupa 2
| 11.06 CA Peñarol - Club Nacional de Football 0:1 - Célio                                                     |
| 14.06 Cruzeiro EC - Club Nacional de Football 2:1 - Natal, Evaldo – Juan Mújica                              |
| 18.06 Cruzeiro EC - CA Peñarol 1:0 - Natal                                                                   |
| 05.07 CA Peñarol - Cruzeiro EC 3:2 - Alberto Spencer, Julio César Cortés, Pedro Rocha – Dirceu Lopes, Tostão |
| 08.07 Club Nacional de Football - Cruzeiro EC 2:0 - Julio Morales, Héctor Rubén Sosa                         |
| 16.07 Club Nacional de Football - CA Peñarol 2:2 - Célio (2) - Néstor Gonçalves, Alberto Spencer             |

| Klub                      | Mecze | Zw | Rem | Por | Pkt | BrZd | BrStr |
| ------------------------- | ----- | -- | --- | --- | --- | ---- | ----- |
| Club Nacional de Football | 4     | 2  | 1   | 1   | 5   | 6    | 4     |
| Cruzeiro EC               | 4     | 2  | 0   | 2   | 4   | 5    | 6     |
| CA Peñarol                | 4     | 1  | 1   | 2   | 3   | 5    | 6     |

## FINAŁ
| Racing Club de Avellaneda - Club Nacional de Football 0:0 i 0:0, dod. 2:1 |
| 15 sierpnia 1967 Buenos Aires (Avellaneda) Mozart y Cuyo (55 000) Racing Club de Avellaneda - Club Nacional de Football 0:0 Sędzia: César Orozco (Peru) Racing Club de Avellaneda: Agustín Cejas – Roberto Perfumo, Rubén Oswaldo Díaz, Oscar Martín (k), Miguel Angel Mori, Alfio Basile, Jaime Martinoli, Juan Carlos Rulli, Norberto Raffo, Juan José Rodríguez, Humberto Maschio. Club Nacional de Football: Rogelio Domínguez – Jorge Manicera, Emilio Álvarez, Luis Ubiña, Julio Montero Castillo, Juan Mújica, Víctor Espárrago, Milton Viera, Célio, Héctor Rubén Sosa, José Urruzmendi. |
| 25 sierpnia 1967 Montevideo Estadio Centenario (60 000) Club Nacional de Football - Racing Club de Avellaneda 0:0 Sędzia: César Orozco (Peru) Club Nacional de Football: Rogelio Domínguez – Jorge Manicera, Emilio Álvarez, Luis Ubiña, Julio Montero Castillo, Juan Mújica, Víctor Espárrago, Milton Viera, Célio, Héctor Rubén Sosa, José Urruzmendi. Racing Club de Avellaneda: Agustín Cejas – Roberto Perfumo, Rubén Oswaldo Díaz, Oscar Martín (k), Miguel Angel Mori, Alfio Basile, João Cardozo, Juan Carlos Rulli, Juan Carlos Cárdenas, Norberto Raffo, Humberto Maschio. |
| 29 sierpnia 1967 Santiago Estadio Nacional (50 000) Racing Club de Avellaneda - Club Nacional de Football 2:1(2:0) Sędzia: Rodolfo Pérez Osorio (Paragwaj) Bramki: 1:0 João Cardozo 14, 2:0 Norberto Raffo 43, 2:1 Milton Viera 79 Racing Club de Avellaneda: Agustín Cejas – Roberto Perfumo, Rubén Oswaldo Díaz, Oscar Martín (k), Miguel Angel Mori, Alfio Basile, João Cardozo (Fernando David Parenti), Juan Carlos Rulli, Juan Carlos Cárdenas, Norberto Raffo, Humberto Maschio. Club Nacional de Football: Rogelio Domínguez – Jorge Manicera, Emilio Álvarez, Luis Ubiña, Julio Montero Castillo, Juan Mújica, José Urruzmendi, Milton Viera, Célio, Víctor Espárrago, Julio Morales (Jorge Oyarbide). |

## Klasyfikacja
Poniższa tabela ma charakter statystyczny. O kolejności decyduje na pierwszym miejscu osiągnięty etap rozgrywek, a dopiero potem dorobek bramkowo-punktowy. W przypadku klubów, które odpadły w rozgrywkach grupowych o kolejności decyduje najpierw miejsce w tabeli grupy, a dopiero potem liczba zdobytych punktów i bilans bramkowy.
| Poz                                                                       | Klub                          | Mecze | Zw | Rem | Por | Pkt | BrZd | BrStr |
| ------------------------------------------------------------------------- | ----------------------------- | ----- | -- | --- | --- | --- | ---- | ----- |
| 1                                                                         | Racing Club de Avellaneda     | 19    | 13 | 4   | 2   | 30  | 42   | 13    |
| 2                                                                         | Club Nacional de Football     | 19    | 11 | 4   | 4   | 26  | 41   | 18    |
| 3                                                                         | Universitario de Deportes     | 14    | 9  | 2   | 3   | 20  | 21   | 13    |
| 4                                                                         | Cruzeiro EC                   | 12    | 9  | 1   | 2   | 19  | 27   | 12    |
| 5                                                                         | River Plate                   | 16    | 6  | 6   | 4   | 18  | 33   | 17    |
| 6                                                                         | CA Peñarol                    | 4     | 1  | 1   | 2   | 3   | 5    | 6     |
| 7                                                                         | CSD Colo-Colo                 | 18    | 8  | 2   | 8   | 18  | 33   | 38    |
| 8                                                                         | CD Universidad Católica       | 12    | 5  | 3   | 4   | 13  | 19   | 16    |
| 9                                                                         | Independiente Santa Fe Bogota | 10    | 3  | 2   | 5   | 8   | 17   | 22    |
| 10                                                                        | Sport Boys Callao             | 8     | 2  | 1   | 5   | 5   | 10   | 11    |
| 11                                                                        | Club Guaraní                  | 12    | 4  | 2   | 6   | 10  | 18   | 15    |
| 12                                                                        | Club Bolívar                  | 10    | 2  | 4   | 4   | 8   | 11   | 21    |
| 13                                                                        | Galicia Caracas               | 8     | 2  | 1   | 5   | 5   | 5    | 10    |
| 14                                                                        | Emelec Guayaquil              | 12    | 4  | 1   | 7   | 9   | 16   | 24    |
| 15                                                                        | Independiente Medellín        | 10    | 3  | 1   | 6   | 7   | 12   | 22    |
| 16                                                                        | Italia Caracas                | 8     | 1  | 2   | 5   | 4   | 3    | 16    |
| 17                                                                        | Barcelona SC                  | 12    | 4  | 1   | 7   | 9   | 14   | 24    |
| 18                                                                        | 31 de Octubre La Paz          | 10    | 2  | 1   | 7   | 5   | 12   | 29    |
| 19                                                                        | Cerro Porteño                 | 12    | 4  | 1   | 7   | 9   | 14   | 26    |
| Podsumowanie: 113 meczów, w tym 20 remisów, 353 bramki - 3.12 bramki/mecz |                               |       |    |     |     |     |      |       |